# 贝恩德·帕茨克
贝恩德·帕茨克（德語：Bernd Patzke，1943年3月14日—），德国男子足球运动员。他曾代表西德参加1966年和1970年国际足联世界杯，其中1966年世界杯获得亚军，1970年世界杯获得季军。